# E-Prix di Dirʿiyya 2019
L'E-Prix di Dirʿiyya 2019 (ufficialmente 2019 SAUDIA Diriyah E-Prix) è stato il primo appuntamento del Campionato di Formula E 2019-2020, suddiviso in due gare, che si è tenuto sul circuito cittadino di Dirʿiyya il 22 e il 23 novembre 2019.
Gara 1 è stata vinta da Sam Bird, seguito da André Lotterer e Stoffel Vandoorne, rispettivamente in seconda e terza posizione; gara 2 è stata vinta da Alexander Sims, seguito da Lucas Di Grassi e Stoffel Vandoorne, inizialmente al secondo posto era arrivato Maximilian Günther, che tuttavia è stato penalizzato post-gara finendo in undicesima posizione. Entrambe le Pole Positions sono state effettuate dal vincitore di gara 2 Alexander Sims.

## Gara 1

### Prove libere
| Pos.           | No.            | Pilota                 | Squadra                | Tempo          |
| Prove libere 1 | Prove libere 1 | Prove libere 1         | Prove libere 1         | Prove libere 1 |
| -------------- | -------------- | ---------------------- | ---------------------- | -------------- |
| 1              | 4              | Robin Frijns           | Envision Virgin Racing | 1:16.137       |
| 2              | 7              | Nico Müller            | GEOX Dragon            | 1:17.401       |
| 3              | 2              | Sam Bird               | Envision Virgin Racing | 1:17.561       |
| Prove libere 2 |                |                        |                        |                |
| 1              | 2              | Sam Bird               | Envision Virgin Racing | 1:14.353       |
| 2              | 13             | António Félix da Costa | DS Techeetah           | 1:15.147       |
| 3              | 48             | Edoardo Mortara        | ROKiT Venturi Racing   | 1:15.302       |

### Qualifiche
| Gruppi qualifiche | Gruppi qualifiche | Gruppi qualifiche | Gruppi qualifiche | Gruppi qualifiche | Gruppi qualifiche | Gruppi qualifiche |
| ----------------- | ----------------- | ----------------- | ----------------- | ----------------- | ----------------- | ----------------- |
| Gruppo 1          | JEV (1)           | BUE (2)           | DIG (3)           | FRI (4)           | EVA (5)           | DAC (6)           |
| Gruppo 2          | ABT (7)           | LOT (8)           | BIR (9)           | ROW (10)          | DAM (11)          | WEH (12)          |
| Gruppo 3          | SIM (13)          | MOR (14)          | MAS (15)          | VAN (16)          | GUE (17)          | TUR (20)          |
| Gruppo 4          | HAR (–)           | MUL (–)           | DEV (–)           | JAN (–)           | CAL (–)           | QMA (–)           |

| Pos.   | No. | Pilota                 | Squadra                   | Qualifica | SuperPole | Griglia |
| ------ | --- | ---------------------- | ------------------------- | --------- | --------- | ------- |
| 1      | 27  | Alexander Sims         | BMW i Andretti Motorsport | 1:15.255  | 1:14.563  | 1       |
| 2      | 5   | Stoffel Vandoorne      | Mercedes-Benz EQ          | 1:15.151  | 1:14.839  | 2       |
| 3      | 17  | Nyck de Vries          | Mercedes-Benz EQ          | 1:15.027  | 1:14.929  | 3       |
| 4      | 48  | Edoardo Mortara        | ROKiT Venturi Racing      | 1:15.254  | 1:15.131  | 4       |
| 5      | 2   | Sam Bird               | Envision Virgin Racing    | 1:14.946  | 1:15.350  | 5       |
| 6      | 64  | Jérôme d'Ambrosio      | Mahindra Racing           | 1:15.273  | 1:15.539  | 6       |
| 7      | 36  | André Lotterer         | TAG Heuer Porsche         | 1:15.518  |           | 7       |
| 8      | 22  | Oliver Rowland         | Nissan e.dams             | 1:15.653  | 8         |         |
| 9      | 28  | Maximilian Günther     | BMW i Andretti Motorsport | 1:15.680  | 9         |         |
| 10     | 3   | Oliver Turvey          | NIO 333                   | 1:16.018  | 10        |         |
| 11     | 25  | Jean-Éric Vergne       | DS Techeetah              | 1:16.129  | 11        |         |
| 12     | 4   | Robin Frijns           | Envision Virgin Racing    | 1:16.200  | 12        |         |
| 13     | 94  | Pascal Wehrlein        | Mahindra Racing           | 1:16.200  | 13        |         |
| 14     | 23  | Sébastien Buemi        | Nissan e.dams             | 1:16.243  | 14        |         |
| 15     | 66  | Daniel Abt             | Audi Sport ABT Schaeffler | 1:16.264  | 15        |         |
| 16     | 20  | Mitch Evans            | Panasonic Jaguar Racing   | 1:16.532  | 16        |         |
| 17     | 19  | Felipe Massa           | ROKiT Venturi Racing      | 1:16.583  | 17        |         |
| 18     | 6   | Brendon Hartley        | GEOX Dragon               | 1:17.074  | 18        |         |
| 19     | 11  | Lucas Di Grassi        | Audi Sport ABT Schaeffler | 1:17.213  | 19        |         |
| 20     | 18  | Neel Jani              | TAG Heuer Porsche         | 1:17.745  | 20        |         |
| 12     | 13  | António Félix da Costa | DS Techeetah              | 1:18.613  | 21        |         |
| 22     | 33  | Ma Qinghua             | NIO 333                   | 1:21.701  | 22        |         |
| SQ     | 7   | Nico Müller            | GEOX Dragon               | 1:23.017  | 23        |         |
| SQ     | 51  | James Calado           | Panasonic Jaguar Racing   | 1:23.792  | 24        |         |
| Fonti: |     |                        |                           |           |           |         |

### Gara
| Pos.   | No. | Pilota                 | Squadra                   | Giri | Tempo/Ritiro | Griglia | Punti |
| ------ | --- | ---------------------- | ------------------------- | ---- | ------------ | ------- | ----- |
| 1      | 2   | Sam Bird               | Envision Virgin Racing    | 34   | 46:17.371    | 5       | 25+1  |
| 2      | 36  | André Lotterer         | TAG Heuer Porsche         | 34   | +1.319       | 7       | 18    |
| 3      | 5   | Stoffel Vandoorne      | Mercedes-Benz EQ          | 34   | +1.672       | 2       | 15    |
| 4      | 22  | Oliver Rowland         | Nissan e.dams             | 34   | +1.944       | 8       | 12    |
| 5      | 4   | Robin Frijns           | Envision Virgin Racing    | 34   | +3.983       | 12      | 10    |
| 6      | 17  | Nyck de Vries          | Mercedes-Benz EQ          | 34   | +4.560       | 3       | 8     |
| 7      | 48  | Edoardo Mortara        | ROKiT Venturi Racing      | 34   | +5.122       | 4       | 6     |
| 8      | 27  | Alexander Sims         | BMW i Andretti Motorsport | 34   | +5.715       | 1       | 4+3   |
| 9      | 64  | Jérôme d'Ambrosio      | Mahindra Racing           | 34   | +6.628       | 6       | 2     |
| 10     | 20  | Mitch Evans            | Panasonic Jaguar Racing   | 34   | +7.048       | 16      | 1+1   |
| 11     | 94  | Pascal Wehrlein        | Mahindra Racing           | 34   | +7.460       | 13      |       |
| 12     | 19  | Felipe Massa           | ROKiT Venturi Racing      | 34   | +8.166       | 17      |       |
| 13     | 11  | Lucas Di Grassi        | Audi Sport ABT Schaeffler | 34   | +8.404       | 19      |       |
| 14     | 13  | António Félix da Costa | DS Techeetah              | 34   | +8.853       | 21      |       |
| 15     | 3   | Oliver Turvey          | NIO 333                   | 34   | +10.172      | 10      |       |
| 16     | 51  | James Calado           | Panasonic Jaguar Racing   | 34   | +11.572      | 24      |       |
| 17     | 18  | Neel Jani              | TAG Heuer Porsche         | 34   | +15.429      | 20      |       |
| 18     | 28  | Maximilian Günther     | BMW i Andretti Motorsport | 34   | +25.662      | 8       |       |
| 19     | 6   | Brendon Hartley        | GEOX Dragon               | 34   | +52.219      | 18      |       |
| 20     | 33  | Ma Qinghua             | NIO 333                   | 33   | +1 giro      | 22      |       |
| Rit    | 66  | Daniel Abt             | Audi Sport ABT Schaeffler | 29   | Incidente    | 15      |       |
| Rit    | 25  | Jean-Éric Vergne       | DS Techeetah              | 21   | Sterzo       | 11      |       |
| Rit    | 23  | Sébastien Buemi        | Nissan e.dams             | 3    | Tecnico      | 14      |       |
| NP     | 7   | Nico Müller            | GEOX Dragon               | 0    | Non partito  | 23      |       |
| Fonte: |     |                        |                           |      |              |         |       |

### Classifiche
La classifica dopo gara 1:
Classifica piloti
| +/-    | Pos | Pilota                 | Punti |
| ------ | --- | ---------------------- | ----- |
|        | 1   | Sam Bird               | 25    |
|        | 2   | André Lotterer         | 18    |
|        | 3   | Stoffel Vandoorne      | 15    |
|        | 4   | Oliver Rowland         | 12    |
|        | 5   | Robin Frijns           | 10    |
|        | 6   | Nyck de Vries          | 8     |
|        | 7   | Alexander Sims         | 7     |
|        | 8   | Edoardo Mortara        | 6     |
|        | 9   | Jérôme d'Ambrosio      | 2     |
|        | 10  | Mitch Evans            | 2     |
|        | 11  | Pascal Wehrlein        | 0     |
|        | 12  | Felipe Massa           | 0     |
|        | 13  | Lucas Di Grassi        | 0     |
|        | 14  | António Félix da Costa | 0     |
|        | 15  | Oliver Turvey          | 0     |
|        | 16  | James Calado           | 0     |
|        | 17  | Neel Jani              | 0     |
|        | 18  | Maximilian Günther     | 0     |
|        | 19  | Brendon Hartley        | 0     |
|        | 20  | Ma Qinghua             | 0     |
|        | 21  | Daniel Abt             | 0     |
|        | 22  | Jean-Éric Vergne       | 0     |
|        | 23  | Sébastien Buemi        | 0     |
|        | 24  | Nico Müller            | 0     |
| Fonte: |     |                        |       |

Classifica squadre
| +/-    | Pos | Squadra                          | Punti |
| ------ | --- | -------------------------------- | ----- |
|        | 1   | Envision Virgin Racing           | 36    |
|        | 2   | Mercedes-Benz EQ Formula E Team  | 23    |
|        | 3   | TAG Heuer Porsche Formula E Team | 18    |
|        | 4   | Nissan e.dams                    | 12    |
|        | 5   | BMW i Andretti Motorsport        | 7     |
|        | 6   | ROKiT Venturi Racing             | 6     |
|        | 7   | Mahindra Racing                  | 2     |
|        | 8   | Panasonic Jaguar Racing          | 2     |
|        | 9   | Audi Sport ABT Schaeffler        | 0     |
|        | 10  | DS Techeetah                     | 0     |
|        | 11  | NIO 333 FE Team                  | 0     |
|        | 12  | Geox Dragon                      | 0     |
| Fonte: |     |                                  |       |

## Gara 2

### Prove libere
| Pos.           | No.            | Pilota                 | Squadra                   | Tempo          |
| Prove libere 3 | Prove libere 3 | Prove libere 3         | Prove libere 3            | Prove libere 3 |
| -------------- | -------------- | ---------------------- | ------------------------- | -------------- |
| 1              | 13             | António Félix da Costa | DS Techeetah              | 1:11.084       |
| 2              | 2              | Sam Bird               | Envision Virgin Racing    | 1:11.106       |
| 3              | 27             | Alexander Sims         | BMW i Andretti Motorsport | 1:11.177       |

### Qualifiche
| Gruppi qualifiche | Gruppi qualifiche | Gruppi qualifiche | Gruppi qualifiche | Gruppi qualifiche | Gruppi qualifiche | Gruppi qualifiche |
| ----------------- | ----------------- | ----------------- | ----------------- | ----------------- | ----------------- | ----------------- |
| Gruppo 1          | BIR (1)           | LOT (2)           | VAN (3)           | ROW (4)           | FRI (5)           | DEV (6)           |
| Gruppo 2          | SIM (7)           | MOR (8)           | DAM (9)           | EVA (10)          | WEH (11)          | MAS (12)          |
| Gruppo 3          | DIG (13)          | DAC (14)          | TUR (15)          | CAL (16)          | JAN (17)          | GUE (18)          |
| Gruppo 4          | HAR (19)          | QMA (20)          | ABT (21)          | JEV (22)          | BUE (23)          | MUL (24)          |

| Pos.   | No. | Pilota                 | Squadra                   | Qualifica | SuperPole    | Griglia |
| ------ | --- | ---------------------- | ------------------------- | --------- | ------------ | ------- |
| 1      | 27  | Alexander Sims         | BMW i Andretti Motorsport | 1:11.858  | 1:11.476     | 1       |
| 2      | 23  | Sébastien Buemi        | Nissan e.dams             | 1:11.774  | 1:11.696     | 2       |
| 3      | 11  | Lucas Di Grassi        | Audi Sport ABT Schaeffler | 1:11.939  | 1:11.784     | 3       |
| 4      | 64  | Jérôme d'Ambrosio      | Mahindra Racing           | 1:11.835  | 1:12.093     | 4       |
| 5      | 13  | António Félix da Costa | DS Techeetah              | 1:11.418  | 1:14.134     | 5       |
| 6      | 20  | Mitch Evans            | Panasonic Jaguar Racing   | 1:11.972  | Nessun tempo | 6       |
| 7      | 2   | Sam Bird               | Envision Virgin Racing    | 1:12.007  |              | 7       |
| 8      | 48  | Edoardo Mortara        | ROKiT Venturi Racing      | 1:12.008  | 8            |         |
| 9      | 28  | Maximilian Günther     | BMW i Andretti Motorsport | 1:12.051  | 9            |         |
| 10     | 36  | André Lotterer         | TAG Heuer Porsche         | 1:12.153  | 10           |         |
| 11     | 25  | Jean-Éric Vergne       | DS Techeetah              | 1:12.327  | 24           |         |
| 12     | 5   | Stoffel Vandoorne      | Mercedes-Benz EQ          | 1:12.422  | 11           |         |
| 13     | 4   | Robin Frijns           | Envision Virgin Racing    | 1:12.454  | 12           |         |
| 14     | 94  | Pascal Wehrlein        | Mahindra Racing           | 1:12.635  | 13           |         |
| 15     | 66  | Daniel Abt             | Audi Sport ABT Schaeffler | 1:12.642  | 14           |         |
| 16     | 19  | Felipe Massa           | ROKiT Venturi Racing      | 1:12.656  | 15           |         |
| 17     | 22  | Oliver Rowland         | Nissan e.dams             | 1:12.660  | 16           |         |
| 18     | 3   | Oliver Turvey          | NIO 333                   | 1:12.671  | 17           |         |
| 19     | 18  | Neel Jani              | TAG Heuer Porsche         | 1:12.732  | 18           |         |
| 20     | 6   | Brendon Hartley        | GEOX Dragon               | 1:13.182  | 19           |         |
| 21     | 33  | Ma Qinghua             | NIO 333                   | 1:13.205  | 20           |         |
| 22     | 51  | James Calado           | Panasonic Jaguar Racing   | 1:13.430  | 21           |         |
| 23     | 7   | Nico Müller            | GEOX Dragon               | 1:13.703  | 22           |         |
| 24     | 17  | Nyck de Vries          | Mercedes-Benz EQ          | 1:14.082  | 23           |         |
| Fonti: |     |                        |                           |           |              |         |

### Gara
| Pos.   | No. | Pilota                 | Squadra                   | Giri | Tempo/Ritiro | Griglia | Punti |
| ------ | --- | ---------------------- | ------------------------- | ---- | ------------ | ------- | ----- |
| 1      | 27  | Alexander Sims         | BMW i Andretti Motorsport | 30   | 46:48.327    | 1       | 25+3  |
| 2      | 11  | Lucas Di Grassi        | Audi Sport ABT Schaeffler | 30   | +2.817       | 3       | 18    |
| 3      | 5   | Stoffel Vandoorne      | Mercedes-Benz EQ          | 30   | +3.581       | 11      | 15    |
| 4      | 48  | Edoardo Mortara        | ROKiT Venturi Racing      | 30   | +4.294       | 8       | 12    |
| 5      | 22  | Oliver Rowland         | Nissan e.dams             | 30   | +5.475       | 16      | 10    |
| 6      | 66  | Daniel Abt             | Audi Sport ABT Schaeffler | 30   | +16.942      | 14      | 8     |
| 7      | 51  | James Calado           | Panasonic Jaguar Racing   | 30   | +17.221      | 21      | 6     |
| 8      | 25  | Jean-Éric Vergne       | DS Techeetah              | 30   | +19.394      | 24      | 4     |
| 9      | 6   | Brendon Hartley        | GEOX Dragon               | 30   | +20.702      | 19      | 2     |
| 10     | 13  | António Félix da Costa | DS Techeetah              | 30   | +22.634      | 5       | 1+1+1 |
| 11     | 28  | Maximilian Günther     | BMW i Andretti Motorsport | 30   | +25.383      | 9       |       |
| 12     | 23  | Sébastien Buemi        | Nissan e.dams             | 30   | +26.291      | 2       |       |
| 13     | 18  | Neel Jani              | TAG Heuer Porsche         | 30   | +27.493      | 18      |       |
| 14     | 36  | André Lotterer         | TAG Heuer Porsche         | 30   | +29.046      | 10      |       |
| 15     | 94  | Pascal Wehrlein        | Mahindra Racing           | 30   | +35.290      | 13      |       |
| 16     | 17  | Nyck de Vries          | Mercedes-Benz EQ          | 30   | +36.318      | 23      |       |
| 17     | 19  | Felipe Massa           | ROKiT Venturi Racing      | 30   | +45.758      | 15      |       |
| 18     | 20  | Mitch Evans            | Panasonic Jaguar Racing   | 30   | +1:01.105    | 6       |       |
| 19     | 33  | Ma Qinghua             | NIO 333                   | 30   | +1:28.165    | 20      |       |
| Rit    | 7   | Nico Müller            | GEOX Dragon               | 28   | Foratura     | 22      |       |
| Rit    | 4   | Robin Frijns           | Envision Virgin Racing    | 18   | Incidente    | 12      |       |
| Rit    | 2   | Sam Bird               | Envision Virgin Racing    | 13   | Collisione   | 7       |       |
| NP     | 64  | Jérôme d'Ambrosio      | Mahindra Racing           | 0    | Non partito  | 4       |       |
| SQ     | 3   | Oliver Turvey          | NIO 333                   | 30   | Squalificato | 17      |       |
| Fonte: |     |                        |                           |      |              |         |       |

### Classifiche
La classifica dopo gara 2:
Classifica piloti
| +/-    | Pos | Pilota                 | Punti |
| ------ | --- | ---------------------- | ----- |
|        | 1   | Alexander Sims         | 35    |
|        | 2   | Stoffel Vandoorne      | 30    |
|        | 3   | Sam Bird               | 26    |
|        | 4   | Oliver Rowland         | 22    |
|        | 5   | Lucas Di Grassi        | 18    |
|        | 6   | André Lotterer         | 18    |
|        | 7   | Edoardo Mortara        | 18    |
|        | 8   | Robin Frijns           | 10    |
|        | 9   | Nyck de Vries          | 8     |
|        | 10  | Daniel Abt             | 8     |
|        | 11  | James Calado           | 6     |
|        | 12  | Jean-Éric Vergne       | 4     |
|        | 13  | António Félix da Costa | 3     |
|        | 14  | Brendon Hartley        | 2     |
|        | 15  | Jérôme d'Ambrosio      | 2     |
|        | 16  | Mitch Evans            | 2     |
|        | 17  | Pascal Wehrlein        | 0     |
|        | 18  | Maximilian Günther     | 0     |
|        | 19  | Felipe Massa           | 0     |
|        | 20  | Sébastien Buemi        | 0     |
|        | 21  | Neel Jani              | 0     |
|        | 22  | Oliver Turvey          | 0     |
|        | 23  | Ma Qinghua             | 0     |
|        | 24  | Nico Müller            | 0     |
| Fonte: |     |                        |       |

Classifica squadre
| +/-    | Pos | Squadra                          | Punti |
| ------ | --- | -------------------------------- | ----- |
|        | 1   | Mercedes-Benz EQ Formula E Team  | 38    |
|        | 2   | Envision Virgin Racing           | 36    |
|        | 3   | BMW i Andretti Motorsport        | 35    |
|        | 4   | Audi Sport ABT Schaeffler        | 16    |
|        | 5   | Nissan e.dams                    | 22    |
|        | 6   | TAG Heuer Porsche Formula E Team | 18    |
|        | 7   | ROKiT Venturi Racing             | 18    |
|        | 8   | Panasonic Jaguar Racing          | 8     |
|        | 9   | DS Techeetah                     | 7     |
|        | 10  | Mahindra Racing                  | 2     |
|        | 11  | Geox Dragon                      | 2     |
|        | 12  | NIO 333 FE Team                  | 0     |
| Fonte: |     |                                  |       |